# 1323
1323 (MCCCXXIII) fue un año común comenzado en sábado del calendario juliano.

## Acontecimientos
- 5 de febrero: El Hospital de la Herrada otorga a Vega de Doña Olimpa la Carta foral de Vega de Doña Olimpa.
- 18 de julio: es canonizado, por el papa Juan XXII, el escritor y teólogo italiano Tomás de Aquino.
- Vilna se convierte en la capital de Lituania.
- El Faro de Alejandría, una de las siete maravillas del mundo, es destruido por una serie de grandes terremotos uno de los más importantes fue el de 1303, cuya intensidad se estima en 8 puntos, y el epicentro fue en la zona de la isla de Creta que se encontraba aproximadamente a unos 597 kilómetros

## Nacimientos
- Constanza Manuel de Villena, reina consorte de Castilla, esposa de Pedro I de Portugal e hija del escritor Don Juan Manuel.

## Fallecimientos
- Gegeen Khan, Gran khan del Imperio mongol (nacido en 1303)